# Alain Touraine
Alain Touraine   (Hermanville-sur-Mer, 3 d'agost de 1925 - 13è districte de París, 9 de juny de 2023) fou un sociòleg francès, destacat en les teories d'acció social i moviments socials.

## Biografia
El 1950 es llicencià en l'École Normale Supérieure de París. Va fer estudis en les universitats de Columbia, Chicago i Harvard, i va ser investigador del Centre Nacional de la Recerca Científica de França (CNRS, del francès Centre national de la recherche scientifique) fins a 1958. El 1956 va fundar el Centre d'Estudis per a la Sociologia del Treball de la Universitat de Xile.
Es va casar el 9 de febrer de 1957 amb Adriana Arenas Pizarro, una investigadora xilena amb qui tingué dos infants: Marisol Touraine (nascuda el 1959), política socialista, que fou fou ministra d'Afers Socials i Salut amb els primers ministres Jean-Marc Ayrault, Manuel Valls i Bernard Cazeneuve, i Philippe Touraine, professor d'endocrinologia.
El 1960 fou nomenat investigador «sènior» de l'École Pratique des Hautes Etudes (actualment École des Hautes Études en Sciences Sociales de París), on va fundar el Centre d'Anàlisi i d'Intervenció Sociològics (CADIS).
És famós per desenvolupar el terme societat post-industrial. El seu treball es basa en la sociologia de l'acció. Defensa que la societat forma el seu futur a través de mecanismes estructurals i de les seves pròpies lluites socials. Ha estat interessat al llarg de la seva carrera en els moviments socials, estudiant i escrivint sobre molts, especialment en Llatinoamèrica i Polònia (on va observar el naixement del sindicat Solidarnosc, pel que va publicar Solidaritat: Anàlisi d'un moviment social (1983)). Durant la seva estada a Polònia, va desenvolupar el mètode d'investigació d'Intervenció sociològica, descrit en La Voix et le Regard. Sociologie des mouvements sociaux (La veu i la mirada). Alain Touraine és popular a Llatinoamèrica i Europa, tot i que no en el món anglosaxó. Tot just la meitat dels seus vint llibres han estat traduïts a l'anglès.
El maig de 2010 fou guardonat amb el Premi Príncep d'Astúries de Comunicació i Humanitats, que compartí amb Zygmunt Bauman.

## Sociologia de l'acció
En la dècada de 1950, a partir de recerques de la sociologia industrial, principalment a la fàbrica Renault (hi estudià l'impacte que l'evolució tècnica tingué en les condicions de treballs dels obrers), les mines de carbó i en empreses siderúrgiques, del nord de França i, més tard al Brasil i a Xile (1961-1967), desenvolupa la teoria de la sociologia de l'acció o mètode 'accionalista'. Al 1965 publica el llibre Sociología de la acción, on aprofundeix sobre aquestes teories.
La sociologia de l'acció formulada per l'autor, té per objectiu abandonar la perspectiva funcionalista predominant a l'època dels anys seixanta, basada en l'estudi del cos social com a xarxa de relacions i de les formes simbòliques d'expressió del fet social. Aquesta perspectiva 'accionalista' caracteritzada per la interacció dual entre subjectes i sistemes, dona rellevància als subjectes com a actors de la seva pròpia existència, creant noves formes d'organització, diferenciant lo social de lo polític i reconeixent l'autonomia d'aquests processos. Desenvolupa un mètode per al seu estudi, la intervenció sociològica

## Moviments socials
Per a Touraine, la societat industrial ha donat lloc a una herència de moviments socials, sota la submissió i la imposició de lleis dins d'un sistema polític, on la gent que està dominada es revela quan veuen amenaçar la seva existència en el pla físic i cultural.
Touraine evidència en tres punts la concepció dels moviments socials en oposició als moviments marxistes:
1. Defineix els moviments socials com a conductes conflictives i culturalment orientades, no com les expressions de contradiccions objectives dins d'un sistema de dominació. No ho concep només com la rebel·lió dels treballadors, més aviat com un contramodel a la societat industrial influïda pel proletariat posseïdor de la força de treball.
2. L'acció d'aquests moviments socials no es dirigeix bàsicament contra l'Estat i no ha d'identificar-se amb una acció política per a conquistar el poder, és una acció de classes on l'adversari és pròpiament social.
3. Un moviment social no ha de crear una societat més moderna o avançada que la societat que combat. Contradiu el pensament clàssic social que condueixen a idees evolucionistes.[8]

## Touraine i el feminisme
Touraine considera el moviment feminista, com un moviment cultural inserit en una dimensió social, no arribant-lo a considerar estrictament un moviment social, ja que no busca la creació d'una societat alternativa, sinó una modernització que s'orienta principalment cap a la conquesta de drets per a les dones. Afirma que el feminisme s'ha centrat en tenir com a adversari, als homes.
En 2006 publica El mundo de las mujeres, on divideix el moviment feminista entre, moviment feminista històric i generació de dones posfeministas, afirmant que en el primer cas pot denominar-se com un moviment social, ja que comporta una tradició de lluita social i que el segon se centra en la transformació cultural.

## Doctor honoris causa
Alain Touraine és Doctor honoris causa de les següents universitats: Ginebra (1988), Mont-real (1990), Catòlica de Lovaina (1992), La Paz (1995), Bolonya (1995), Mèxic (1996), Santiago de Xile (1996), Quebec (1997), Menéndez Pelayo (1997), Córdoba (Argentina, 2000), Puebla (Mèxic, 2001), Candido Mendes (Brasil, 2002), Roma (2003), Jÿvaskÿla (Finlàndia, 2004), San Martín (Argentina, 2005), Valparaíso (2005), Bogotà (2006), Universitat Oberta de Catalunya (2007).

## Càrrecs professionals
- President de la Societat Francesa de Sociologia (1968-70)
- Vicepresident de l'Associació Internacional de Sociologia (1974-78)
- Membre del Consell d'Administració de la Maison de l'Amérique Latine

## Acadèmies
- Membre de l'Acadèmia Europaea (1990-99)
- Membre estranger de l'Acadèmia Polonesa de Ciències (1991)
- Membre honorari estranger de l'Acadèmia Nord-americana de les Arts i de les Ciències (1994)
- Membre corresponent de l'Acadèmia Mexicana de Ciències (1998)
- Membre corresponent de l'Acadèmia Brasilera de Lletres (1998)
- Membre de l'Acadèmia Nacional de la Història de l'Argentina (1998)
- Membre de l'Acadèmia Xilena de Ciències Polítiques (1998)
- Membre estranger de l'Acadèmia de Ciències de Torí, secció de Ciències Morals, Històriques i Filològiques (2003)

## Obres (selecció)
- Sociologie de l'action (1965)
- La société post-industrielle (1969)
- Production de la société (1973)
- Le retour de l'acteur (1984)
- Critique de la modernité (1992)
- Qu'est-ce que la démocratie? (1994)
- Pourrons-nous vivre ensemble? Égaux et différents (1997)
- Après la crise (2010)